# Гекатей Милетский
Гекатей Милетский (Гекатей из Милета; др.-греч. Ἑκαταῖος, лат. Hecataeus; около 550—490 до н. э.) — древнегреческий историк и географ, один из ближайших предшественников и литературных источников Геродота. Как отмечается, он был одной из самых влиятельных персон в Ионии.

## Биография
Вот что сообщает о Гекатее византийская Суда:

«Гекатей, сын Гегесандра из Милета. Жил во времена Дария, царствовавшего после Камбиса, в одно время с Дионисием Милетским, в 65-ю олимпиаду [520—516 гг. до н. э.], историограф. На него ссылается Геродот Галикарнасский, который жил позже. Он первым обнародовал историю в прозе»

Время жизни Гекатея определено на основе свидетельств об его участии в событиях истории: его возраст должен быть около 50 лет ко времени восстания ионийцев против персидского царя в 499 до н. э., чтобы обладать авторитетным голосом на городском совете. Утверждается также, что Гекатей пережил греко-персидскую войну, на основании чего иногда определяют его дату смерти около 476 до н. э., однако в Суде, где якобы сделано такое утверждение, такой информации не содержится. Вполне определенно только то, что Гекатей пережил ионийское восстание, закончившееся в 494 до н. э. После подавления ионийского восстания Гекатея послали послом к персидскому сатрапу Артаферну, чтобы договориться о приемлемых условиях мира. Согласно Диодору, его миссия успешно завершилась:

«Гекатей из Милета, которого ионийцы направили послом, спросил, по какой причине Артаферн не доверяет им. И Артаферн ответил, что он озабочен тем, что они [ионийцы] будут копить недовольство из-за потерь в поражении. Гекатей сказал, „хорошо, если страдание от плохого обращения приводит к недоверию, то доброе отношение наверняка вызовет расположение наших городов к персам“. Артаферн, одобрив заявление, восстановил городам их законы и наложил определённую подать в соответствии с их способностью выплачивать.»

Однако по Геродоту персы после подавления восстания разрушили город и обратили милетцев в рабство; о судьбе самого Гекатея можно только догадываться и 490 до н. э. принимается как примерная дата смерти писателя.
После успеха в переговорах Гекатей упоминается только как автор двух трудов: географического («Путешествия по миру» или «Землеописание») и исторического («Генеалогии»), дошедшие до нас в виде коротких цитат других авторов.
Большое состояние дало возможность Гекатею совершить далекие путешествия, вероятно еще до ионийского восстания. В Египте в беседе с жрецами он возводил свой род к богам в 16-м поколении. Жрецы усомнились в происхождении людей от богов, но легенда указывает на знатное происхождение Гекатея.

## Труды
Распределение географического материала в сочинении Гекатея — топографическое; страны и города в Европе, Азии и Африке следуют одни за другими, с замечаниями о жителях, реках и разного рода достопримечательностях. Один из наиболее длинных сохранившихся отрывков Гекатея о пигмеях в Африке:
«пигмеи привязывают себе рога и в образе баранов шумят трещотками и так защищаются против сражающихся с ними журавлей, иначе презирающих их за малый рост.»
Описание мест сопровождалось картой, основанной на карте мира Анаксимандра, но расширенной и уточненной. Сохранилось более 300 фрагментов из географического труда, большая часть в сборнике «Этника» Стефана Византийского. Зависимость Геродота от Гекатея в описании Египта (в частности — феникса, крокодилов, гиппопотама) удостоверяется древними писателями и самим текстом Геродота.
В историческом труде с генеалогиями известнейших родов соединен краткий перечень относящихся к представителям этих родов событий. Любопытны у Гекатея образчики наивного скептицизма и попыток рационального толкования народных сказаний и географических терминов, что явилось шагом вперед от эпического к историческому подходу в изучении преданий. До нас дошли считанные фрагменты из этого труда, достаточные лишь для понимания содержания «Генеалогий». Один из фрагментов о изгнании пеласгов из Аттики передал Геродот в своей истории.
Стефан Византийский использует отрывочно сведения из Гекатея.
Современная оценка его как историка противоречива. По замечанию И. Е. Сурикова: "Совершенно нельзя исключить, что, имей мы в своем распоряжении труды Гекатея Милетского, именно его-то мы и признали бы (пусть даже вопреки Цицерону) подлинным «отцом истории» (или, коль скоро уж на то пошло, «праотцем истории», раз Геродот — ее «отец»?)".
Издания трудов.
- Hecataei Milesii Fragmenta Архивная копия от 18 сентября 2016 на Wayback Machine
- Гекатей Милетский. Фрагменты Архивная копия от 28 августа 2016 на Wayback Machine

## Память
В 1935 г. Международный астрономический союз присвоил имя Гекатея кратеру на видимой стороне Луны.